# Badminton-Südamerikameisterschaft 2022
Die Badminton-Südamerikameisterschaft 2022 fand vom 11. bis zum 17. Dezember 2022 in Lima in Peru statt.

## Sieger und Platzierte
| Disziplin    | Gold | Silber | Bronze |
| ------------ | --- | --- | --- |
| Herreneinzel | Donnians Oliveira | Waleson Vinicios Evagelista Dos Santos | Alisson de Souza Vasconcellos |
| Herreneinzel | Donnians Oliveira | Waleson Vinicios Evagelista Dos Santos | Sharum Durand Cardenas |
| Dameneinzel  | Inés Castillo | Fernanda Saponara Rivva | Jackeline Silva Luz |
| Dameneinzel  | Inés Castillo | Fernanda Saponara Rivva | Namie Miyahira Tsukazan |
| Herrendoppel | Diego Mini José Guevara | Marcos Ryan Santos Sousa Waleson Vinicios Evagelista Dos Santos | Alisson de Souza Vasconcellos Mateus Carijo Cutii |
| Herrendoppel | Diego Mini José Guevara | Marcos Ryan Santos Sousa Waleson Vinicios Evagelista Dos Santos | Vinicius Eduardo Bombonati Gori Welton Juvenal Menezes |
| Damendoppel  | Bianca de Oliveira Lima Lohaynny Vicente | Fernanda Saponara Rivva Namie Miyahira Tsukazan | Inés Castillo Paula La Torre |
| Damendoppel  | Bianca de Oliveira Lima Lohaynny Vicente | Fernanda Saponara Rivva Namie Miyahira Tsukazan | Talli Chomchey Rivera Vania Moromisato Kina |
| Mixed        | José Guevara Inés Castillo | Diego Mini Paula La Torre | Rafael Gustavo De Faria Thayse Cruz |
| Mixed        | José Guevara Inés Castillo | Diego Mini Paula La Torre | Diego Subauste Fernanda Saponara Rivva |
| Team         | Peru Remo Blondet Alejandro Chueca Sharum Durand José Guevara Diego Mini Santiago de la Oliva Brian Roque Diego Subauste Daniel La Torre Adriano Viale Inés Castillo Namie Miyahira Mirei Moromisato Fernanda Munar Rafaela Munar Ariane Nakasone Fernanda Saponara Rivva Paula La Torre | Brasilien Gabriel Cury Mateus Cutti Rafael Faria Vinicius Gori Welton Menezes João Marcos Moreira Donnians Oliveira Marcelo Bosa de Oliveira Marcos Ryan Waleson dos Santos Alisson de Souza Vasconcellos Thayse Cruz Marta da Silva Freitas Sayane Regina Lima Jackeline Luz Bianca de Oliveira Lima Geisa Vieira de Oliveira Karen de Oliveira Rosalina de Souza Lohaynny Vicente Julia Viana Vieira | Chile Benjamín Bahamondez Alonso Medel Nicolas Monne Fernando Sanhueza Sebastián Vásquez Ashley Montre Camila Astorga Rosa Quilodrán Valentina Vasquez Vania Diaz |

## Teams
| Platz | Team      | Pld | W | L | MF | MA | MD | GF | GA | GD  | PF  | PA  | PD   | Pts | Resultat |
| ----- | --------- | --- | - | - | -- | -- | -- | -- | -- | --- | --- | --- | ---- | --- | -------- |
| 1     | Peru      | 2   | 2 | 0 | 8  | 2  | +6 | 16 | 6  | +10 | 432 | 331 | +101 | 2   | 1.       |
| 2     | Brasilien | 2   | 1 | 1 | 6  | 4  | +2 | 14 | 8  | +6  | 399 | 344 | +55  | 1   | 2.       |
| 3     | Chile     | 2   | 0 | 2 | 1  | 9  | −8 | 2  | 18 | −16 | 249 | 405 | −156 | 0   | 3.       |